# Ladislav Nebeský (odbojář)
Ladislav Nebeský (14. června 1893 Neveklov – 22. září 1942 věznice Plötzensee) byl český lékař a účastník druhého československého odboje na Jilemnicku v období Protektorátu Čechy a Morava.

## Mládí a studium
Nebeský se narodil jako druhý syn čalouníka Františka Nebeského a Juliany Nebeské, rozené Cikánkové. Krátce před Ladislavovými osmými narozeninami jeho matka zemřela. Následujícího roku se jeho otec znovu oženil. S Josefou Tůmovou měl další čtyři děti – dva syny a dvě dcery.
František, který své dva nejstarší syny přežil o patnáct, respektive deset let, vedl všechny své děti ke vzdělání. Nejstarší syn Jaroslav absolvoval filozofickou fakultu a uplatnil se v diplomatických službách v Bělehradě i na ministerstvu zahraničí, zemřel předčasně v roce 1937. Ladislav se stal lékařem (viz dále). Obě Františkovy dcery Marie a Milena získaly diplom zdravotní sestry, další syn Bedřich se stal četnickým strážmistrem. Kuriózní je případ nejmladšího syna – Františka. Ačkoliv nikdy nezískal vzdělání vyšší než to základní (navzdory několika pokusům), byl až do své smrti v roce 1996 oslovován například „pane inženýre“ či „pane továrníku“.
Ladislav Nebeský získal základní vzdělání v rodném Neveklově, maturoval na gymnáziu v Benešově a poté v roce 1912 odešel do Prahy studovat medicínu. Jeho studia se potýkala s četnými komplikacemi. Nemohl spoléhat na finanční podporu od své rodiny, následně onemocněl závažnou plicní chorobou (patrně tuberkulózou) a 1. srpna 1914 byl mobilizován. Jako student medicíny byl od roku 1915 v aktivní službě záložní nemocnice v Milovicích, kde byl veden jako MUC Ladislav Nebeský. Za svou činnost byl vyznamenán stříbrnou medailí rakouského Červeného kříže. V roce 1918 vstoupil do nově vzniklé Československé armády, ze které byl propuštěn v roce 1921. Rigorózní zkoušky skládal po dobu čtyř let – poslední v roce 1924. Promoci měl 9. února 1924.

## Profesní, kulturní činnost, rodina
Svou profesní činnost začal Ladislav Nebeský 1. března 1924 v benešovské nemocnici. O rok později se přesunul do Sudoměřic, kde se stal primářem plicního sanatoria. V roce 1934 bylo sanatorium zrušeno a Nebeský si musel hledat nové působiště. Začátkem března téhož roku přišel do Jilemnice a stal se vedoucím lékařem okresní nemocenské pojišťovny (ONP). Nejen pro své povolání, které navíc vykonával velmi obětavě a v rozsáhlém rajonu Jilemnicka, získal Nebeský v Jilemnici prestižní postavení.

Na jeho působení vzpomíná i český herec Stanislav Zindulka: 
“…Pak přiběhl pan doktor Nebeský. To byl lékař, který uměl léčit všecko: zlomeninu, žaludeční vředy, zápal plic, se vším si věděl rady. Jako správný doktor na malém městě znal celé rodiny, děti, rodiče i prarodiče, věděl, které nemoci se v rodině dědí, a všichni si ho velmi vážili. Byl malého vzrůstu, mluvil nahlas a já se ho bál.”

 Dále Zindulka Nebeského charakterizoval následovně: “výrazná, rázná, společenská a nezapomenutelná osobnost s neobyčejnou pověstí”.
Během studií se začal Ladislav Nebeský hlouběji věnovat i poezii, za neznámých okolností se v roce 1912 setkal s Jaroslavem Vrchlickým a například v roce 1917 napsal sbírku veršů Za pět roků. V Sudoměřicích se přidal k tamnímu ochotnickému divadlu. V těchto zálibách pokračoval i v Jilemnici. Začal také vystupovat na různých besedách. 3. října 1937 široce hovořil v Sokole Košťálov o životě Tomáše Garrigua Masaryka. Od roku 1925 byl členem ČSNS a v roce 1939 byl krátce členem Národního souručenství.
V červenci 1935 se oženil s Albínou Karolínou Kronbergerovou, koupil automobil Škoda Popular a dům v centru Jilemnice, ve kterém si také zařídil ordinaci. Manželům Nebeským se v roce 1937 narodil syn Ladislav mladší.

## Účast na odboji
Ladislav Nebeský se na Jilemnicku stal hlavním organizátorem protinacistického odboje. Stalo se tak poté, co se v Semilech sešel s Aloisem Štroblem a Františkem Hyškou, kteří vedli odboj na celém Semilsku. Jeho nejbližším spolupracovníkem byl František Kučera a Josef Půst.
Během vyšetřování nikdy nezmínil přesný název organizace, ve které se angažoval (nejdříve mluvil o „Národním odboji“ a následně o „Maffii“). Šlo ale o Obranu národa. Jeho náplní bylo především kopírovat a distribuovat protinacistické letáky. Obsahem těchto letáků byly mimo jiné necenzurované zprávy z fronty, návody k poslechu zahraničního rozhlasu či různé články zamířené proti Říši. Dále vyzývaly k sabotážním akcím, proti železniční, silniční a telekomunikační síti, špatnému zacházení s německými raněnými (V Jilemnici se nacházel lazaret SS) a výzvy k obnovení Československa pomocí palných zbraní. “Mým hlavním cílem v odboji bylo zaplavit protektorát protinacistickými letáky a rozložit jej" uvedl Nebeský.
Dále dal dohromady několik jednotek, které měly „demontovat a znovu získat území Sudet“ – Jilemnice byla na samém hranici Protektorátu a Sudet. Za jeho domem na dvorku se několikrát sešli studenti místního gymnázia, kterým pak recitoval vlastenecké verše.

## Zatčení a vyšetřování
Na Semilsku začalo gestapo zatýkat velmi krátce po svém rozhodnutí o tvrdém zákroku proti českému odboji. 7. února 1940 byl zatčen nejbližší spolupracovník Ladislava Nebeského František Kučera. 14. února to byl Josef Vaněk, „spojka“ mezi Prahou a Semilskem, následně 25. května další blízký Nebeského, Josef Půst. Zatčen byl také Josef Bernard, učitel a ředitel ochotnického spolku v Jilemnici. Většinu spolupracovníků Nebeského tento osud potkal mezi únorem a květnem roku 1940. Nebeský byl zatčen již během první vlny, a to dne 12. února 1940. Byl zatčen pouze necelý rok po vzniku protektorátu (16. března 1939) a půl roku po vypuknutí druhé světové války. Jeho zatčení komentoval Stanislav Zindulka jako šok a ochuzení pro jeho rodné městečko.
Během zatčení bylo kromě automobilu, pušky Flobert a psacího stroje Underwood zabaveno mnoho brožur s propagačním materiálem. Jelikož ve většině případech není uveden autor, těžko spekulovat, jestli je Nebeský něčeho z těchto materiálů autorem. Zkonfiskován byl také jeho dům, manželka Albína i syn Ladislav v něm ale mohli zůstat. Obyvatelé Jilemnice prokázali velkou solidaritu, za Ladislavem například docházela parta okolo Stanislava Zindulky.
Ladislav Nebeský byl nejdříve vězněn ve Vrchlabí, které bylo již na území Sudet. Následně prošel věznicemi na pražské Pankráci, v Maršově u Brna, Drážďanech, Lipsku a jako poslední štací před soudem byla káznice v Gollnově u Štětína. Nacisté používali při výsleších brutální způsoby a případ Nebeského nebyl výjimkou. Podle informací nejen ze Zpravodaje města Jilemnice z roku 1987 byly výslechy tak surové, že musel být často na celu zpět odnesen. Ve vyšetřovacím spise se výpovědi Nebeského záměrně dokola týkají jen několika mála informací.
Dne 13. dubna 1942 byl Ladislav Nebeský převezen do Berlína k soudu. 1. senát Lidového soudu v Berlíně rozhodl o trestu smrti a o trvalé ztrátě cti pro nadržování nepříteli a přípravy k velezradě. V dopisech své ženě se zajímal pomocí různých značek o dění v Čechách. Jeho manželka několikrát žádala o možnost ho ve vězení navštívit, ale nikdy jí to nebylo umožněno.
Posledním místem pobytu Ladislava Nebeského se stala věznice Plötzensee. V této věznici bylo popraveno 667 českých odbojářů, dalších sto jich zde bylo vězněno a mučeno. 28. října byl v této berlínské věznici popraven také Štrobl (nadřízený Hyška a Nebeského) a 22. února 1943 i Josef Vaněk.

## Smrt
Ještě v den soudu udělala jeho manželka Albína poslední zoufalý pokus a napsala dopis, žádostí o milost, který adresovala „Jeho excelenci, vysokému pánovi, Vůdci Adolfu Hitlerovi“. 29. dubna 1942 se s žádostí o milost obrátil na Lidový soud také Ladislavův otec František. S odpovědí přišel až 3. září 1942 Říšský ministr spravedlnosti Otto Georg Thierack, který napsal, že se souhlasem Vůdce a po domluvě s říšským protektorem se rozhodl nevyužít práva milosti a namísto toho nechá spravedlnosti volný průběh. 21. září 1942 ve 20 hodin bylo Nebeskému oznámeno, že jeho poprava se uskuteční následujícího dne ve 4 hodiny a 42 minut. V dopisech na rozloučenou se dál snažil být optimistický, smířlivý a statečný.

Z vyšetřovacího spisu
„V přední části místnosti jasně osvícené elektrickým světlem, kde měla být vykonána poprava, byl černě pokrytý stůl na němž stál kříž a dvě hořící svíčky. Zadní část místnosti byla oddělena oponou. Popravčí a jeho tři asistenti stáli před onou zataženou oponou. V místnosti byl také přítomen správní ředitel Rohde a pastor Rosler. Ve 4 hodiny 42 minut byl odsouzený přiveden s rukama spoutanýma za zády dvěma vězeňskými dozorci. Dveře místnosti se zavřely, identita odsouzeného byla zkontrolována a následně dostal popravčí příkaz k provedení rozsudku Lidového soudu ze dne 13. dubna 1942. Opona byla stažena a popravčího asistenti převzali od dozorců odsouzeného. Ten si nepřál mít poslední prohlášení, byl klidný a odhodlaný. Bez jakéhokoliv odporu by položen. Popravčí oddělil odsouzenému hlavu od těla gilotinou a oznámil provedení rozsudku. Celý proces trval jen několik málo sekund. Následně byl sepsán úmrtní list. Jeho cesta skončila 22. září 1942.“

V následujících dnech vyšla v některých českých novinách zmínka o jeho popravě a po Jilemnici byly také vylepeny dvoujazyčné letáčky s touto informací. Podobné novinové úryvky vycházely pravidelně. Často byly, snad až ironicky či posměšně, zařazeny po boku nějaké nepodstatné informace, obdobně tomu bylo i v případě Ladislava Nebeského. Například v periodiku Národní politika ze dne 24. září 1942 byl tento příspěvek zařazen vedle toho o zákazu sběru hroznů a vinné révy.
Kompletní vyšetřovací spis je zveřejněn na internetových stránkách Ústavu pro studium totalitních režimů (ÚSTR).

## Památka
Na místě domu Ladislava Nebeského v Jilemnici, se stejně tak jako na jeho rodném domě v Neveklově, nachází pamětní deska. V květnových dnech jsou obě desky ozdobeny trikolorou a květinami. Zmíněn je i na pomníku padlým v Březnici.

## Vzpomínky pamětníků
- Doc. RNDr. Ladislav Nebeský CSc.
- Stanislav Zindulka